# 格朗康 (厄尔省)
格朗康（法語：Grand-Camp，法語發音：[ɡʁɑ̃ kɑ̃]）是法国厄尔省的一个市镇，属于贝尔奈区。

## 地理
格朗康（49°2'43"N, 0°31'37"E）面积14.11 平方千米，位于法国诺曼底大区厄尔省，该省份为法国北部内陆省份，北起滨海塞纳省，西接奧恩省和卡爾瓦多斯省，南至厄尔-卢瓦省，东临瓦兹省、瓦兹河谷省和伊夫林省。
与格朗康接壤的市镇（或旧市镇、城区）包括：貝爾奈、布罗格利、卡奥尔什-圣尼古拉、卡佩勒莱格朗、费里耶尔圣伊莱尔、圣欧班迪泰内、乌什地区特雷桑、圣维克托-德克雷蒂安维尔。

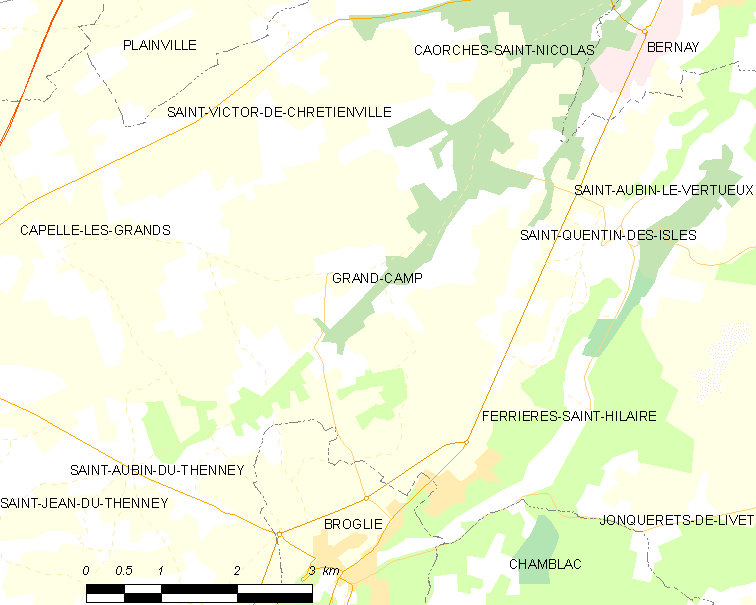
的OSM定位图

格朗康的时区为UTC+01:00、UTC+02:00（夏令时）。

## 行政
格朗康的邮政编码为27270，INSEE市镇编码为27295。

## 政治
格朗康所属的省级选区为布勒特伊县。

## 人口

1962-2008年间人口变化图示

格朗康于2022年1月1日时的人口数量为458人。